# Pylaisiadelpha celebensis
Pylaisiadelpha celebensis là một loài rêu trong họ Sematophyllaceae. Loài này được (Dixon) W.R. Buck mô tả khoa học đầu tiên năm 1984.